# Plateumaris kinugasana
Plateumaris kinugasana es una especie de insecto coleóptero de la familia Chrysomelidae.
Fue descrita científicamente en 2001 por Hayashi.